# Gunungpring
Gunungpring is een bestuurslaag in het regentschap Magelang van de provincie Midden-Java, Indonesië. Gunungpring telt 11.194 inwoners (volkstelling 2010).